# FC Granit Mikashevichi
Granit Mikashevichi (tiếng Belarus: Гранiт Мiкашэвiчы) là một câu lạc bộ bóng đá đến từ Mikashevichi, Belarus.

## Lịch sử
Đội bóng bắt đầu thi đấu ở Giải bóng đá hạng nhì quốc gia Belarus năm 1994. Vào năm 1999, họ ra mắt Giải hạng nhất, và năm 2008 ở Giải ngoại hạng. Sau khi xuống hạng năm 2009, đội bóng lại thi đấu ở Giải hạng nhất.

### Thay đổi tên gọi
- 1978: FC Granit Mikashevichi được thành lập
- 2006: đổi tên thành FC Mikashevichi
- 2007: đổi tên trở lại thành FC Granit Mikashevichi

## Đội hình hiện tại
Tính đến tháng 8 năm 2017 
Ghi chú: Quốc kỳ chỉ đội tuyển quốc gia được xác định rõ trong điều lệ tư cách FIFA. Các cầu thủ có thể giữ hơn một quốc tịch ngoài FIFA.
| Số | VT | Quốc gia | Cầu thủ             |
| -- | -- | -------- | ------------------- |
| 1  | TM | Belarus  | Maksim Khutko       |
| 3  | TV | Belarus  | Dmitry Khizhnyak    |
| 6  | TĐ | Belarus  | Dmitry Mulkevich    |
| 11 | TV | Belarus  | Yan Senkevich       |
| 14 | TĐ | Belarus  | Kirill Vaitekhovich |
| 17 | HV | Belarus  | Maksim Kventser     |
| 18 | TĐ | Belarus  | Aleksandr Tarasenya |
| 21 | TV | Belarus  | Aleksandr Minko     |
| 22 | TV | Ukraina  | Andriy Stryzheus    |

| Số | VT | Quốc gia | Cầu thủ             |
| -- | -- | -------- | ------------------- |
| 23 | TV | Belarus  | Alyaksey Martynets  |
| 25 | HV | Belarus  | Aleksandr Krasiy    |
| 70 | TV | Belarus  | Stanislav Nakhimov  |
| 99 | TV | Belarus  | Artur Tishko        |
| —  | TĐ | Belarus  | Yegor Pitsyk        |
| —  | TĐ | Belarus  | Aleksandr Yanchenko |
| —  | TĐ | Belarus  | Sergey Golovchik    |
| —  | TV | Nigeria  | Samuel Odeyobo      |
| —  | HV | Belarus  | Aleksandr Bury      |

## Lịch sử Giải vô địch và Cúp
| Mùa giải | Cấp độ | VT | St | T  | H  | B  | Số bàn thắng | Điểm | Cúp quốc gia | Ghi chú    |
| -------- | ------ | -- | -- | -- | -- | -- | ------------ | ---- | ------------ | ---------- |
| 1994–95  | thứ 3  | 3  | 22 | 13 | 6  | 3  | 37–15        | 32   |              |            |
| 1995     | thứ 3  | 5  | 10 | 4  | 0  | 6  | 13–16        | 12   | Vòng 32 đội  |            |
| 1996     | thứ 3  | 6  | 28 | 14 | 4  | 10 | 52–36        | 46   | Vòng 32 đội  |            |
| 1997     | thứ 3  | 5  | 28 | 15 | 3  | 10 | 45–37        | 48   |              |            |
| 1998     | thứ 3  | 1  | 30 | 23 | 5  | 2  | 89–13        | 74   |              | Thăng hạng |
| 1999     | thứ 2  | 5  | 30 | 15 | 9  | 6  | 47–25        | 54   |              |            |
| 2000     | thứ 2  | 5  | 30 | 15 | 4  | 11 | 46–40        | 49   | Vòng 16 đội  |            |
| 2001     | thứ 2  | 6  | 28 | 13 | 5  | 10 | 47–26        | 44   | Vòng 16 đội  |            |
| 2002     | thứ 2  | 5  | 30 | 16 | 9  | 5  | 37–22        | 57   | Vòng 32 đội  |            |
| 2003     | thứ 2  | 5  | 30 | 14 | 9  | 7  | 34–27        | 51   | Vòng 32 đội  |            |
| 2004     | thứ 2  | 4  | 30 | 12 | 10 | 8  | 31–22        | 46   | Vòng 16 đội  |            |
| 2005     | thứ 2  | 6  | 30 | 13 | 7  | 10 | 39–35        | 46   | Vòng 32 đội  |            |
| 2006     | thứ 2  | 5  | 26 | 12 | 4  | 10 | 38–33        | 40   | Vòng 64 đội  |            |
| 2007     | thứ 2  | 2  | 26 | 16 | 4  | 6  | 39–22        | 52   | Vòng 32 đội  | Thăng hạng |
| 2008     | thứ 1  | 10 | 30 | 8  | 12 | 10 | 35–34        | 36   | Vòng 64 đội  |            |
| 2009     | thứ 1  | 13 | 26 | 6  | 7  | 13 | 27–39        | 25   | Tứ kết       | Xuống hạng |
| 2010     | thứ 2  | 4  | 30 | 16 | 8  | 6  | 52–23        | 56   | Vòng 16 đội  |            |
| 2011     | thứ 2  | 8  | 30 | 11 | 10 | 9  | 38–35        | 43   | Vòng 32 đội  |            |
| 2012     | thứ 2  | 6  | 28 | 14 | 8  | 6  | 41–23        | 50   | Vòng 32 đội  |            |
| 2013     | thứ 2  | 7  | 30 | 12 | 9  | 9  | 42–31        | 45   | Vòng 32 đội  |            |
| 2014     | thứ 2  | 1  | 30 | 19 | 7  | 4  | 46–16        | 64   | Vòng 16 đội  | Promoted   |
| 2015     | thứ 1  |    |    |    |    |    |              |      | Tứ kết       |            |